# گورامی سه‌خال
گورامی سه خال (نام علمی: Trichopodus trichopterus) که با نام‌های گورامی اوپالین، گورامی آبی و گورامی طلایی نیز شناخته می‌شود، گونه‌ای از ماهی‌های بومی جنوب شرقی آسیا است، که در جاهای دیگری نیز معرفی شده است. این گورامی نام خود را از دو نقطه در امتداد هر طرف بدن خود در راستای چشم که خال سوم محسوب می‌شود، گرفته است. این گونه به عنوان یک محبوب ماهی در تجارت آکواریوم در نظر گرفته می‌شود. طول استاندارد این گونه به ۱۵ سانتی‌متر (۵٫۹ اینچ) می‌رسد.